# Nechemya Cohen
Nechemiah Cohen (em hebraico:  נחמיה כהן) (30 de abril de 1943 – 5 de junho de 1967) é o soldado mais condecorado da história das Forças de Defesa de Israel (FDI). Ele compartilha esta honra com o amigo próximo e ex-primeiro-ministro Ehud Barak e com o Major Amitai Hason. Ele recebeu cinco condecorações – uma Medalha de Serviço Distinto e quatro Menções de Chefe de Estado-Maior.
Cohen nasceu em Jerusalém, filho de Shalom e Shoshana, que fizeram Aliyah da Turquia. Ele estudou na escola primária no bairro de Bet HaKerem, em Jerusalém, e mais tarde frequentou a escola secundária de Beit Hinuch na cidade. Após sua formatura, ele se alistou nas FDI, onde serviu no Sayeret Matkal.
Cohen foi morto em combate perto da cidade de Gaza em 5 de junho de 1967, primeiro dia da Guerra dos Seis Dias, aos 24 anos.
Seu irmão mais velho, Eliezer Cohen, serviu como piloto de caça e foi membro do Knesset.